# Emotions (Ufo361-Lied)
Emotions (englisch für „Emotionen“) ist ein Lied des deutschen Rappers Ufo361, das zuerst als Solotitel auf seinem vierten Studioalbum Rich Rich erschien. Mit der deutschen Sängerin und Rapperin Céline nahm er eine Fortsetzung mit dem Titel Emotions 2.0 als Single auf, wonach das Gesamtwerk zum Nummer-eins-Hit avancierte.

## Entstehung und Artwork
Emotions wurde von Ufo361 selbst – unter seinem bürgerlichen Namen Ufuk Bayrakter – gemeinsam mit den Koautoren Sonu Lal (Sonus030) und dem Produzentenduo The Cratez (bestehend aus David Kraft und Tim Wilke) geschrieben. Bei Emotions 2.0 treten zusätzlich die Gastmusikerin Céline – ebenfalls unter ihrem bürgerlichen Namen Céline Dorka – Jennifer Allendörfer (Suena), das Produzentenquartett Beatgees (bestehend aus Philip Böllhoff, Hannes Büscher, Sipho Sililo und David Vogt), Luis-Florentino Cruz (Lucry) sowie Jan Platt als Autoren in Erscheinung. Beide Versionen wurden von The Cratez, Sonus030 und Ufo361 produziert. Das Abmischung und Mastering erfolgte unter der Leitung des Berliner Tontechnikers Lex Barkey.
Auf dem Frontcover von Emotions 2.0 sind – neben Künstlernamen und Liedtitel – die beiden Interpreten zu sehen. Es zeigt sie nebeneinander stehend im Tonstudio. Aus der Sicht des Betrachters befindet sich Ufo361 auf der linken und Céline auf der rechten Seite. Die Fotografie entstand mit einer Kodak Portra.

## Veröffentlichung und Promotion
Die Erstveröffentlichung von Emotions erfolgte als Albumtitel auf Ufo361s viertem Studioalbum Rich Rich am 24. April 2020. Drei Tage später, am 27. April 2020, erschien Emotions zunächst als Videoauskopplung auf YouTube. Rund eineinhalb Monate nach der Erstveröffentlichung nahm Ufo361 mit der deutschen Popsängerin und Rapperin Céline die Fortsetzung Emotions 2.0 auf. Der zweite Teil erschien am 12. Juni 2020 als Single und ist auf keinem Album von Ufo361 zu finden. Die Veröffentlichung von Emotions 2.0 erfolgte als Einzeltrack zum Download und Streaming. Beide Titelversionen erschienen unter dem Musiklabel Stay High Records. Der Vertrieb erfolgte durch Groove Attack, verlegt wurden die Stücke durch Beatgees Publishing, BMG Rights Management, Edition Minuca, Edition Perpetuum, Edition Two Sides Department sowie durch Ragucci & Boldt.

## Hintergrundinformation
Die ersten Anzeichen für die Zusammenarbeit von Ufo361 und Céline, für die Fortsetzung Emotions 2.0, deuteten sich im Zuge der Veröffentlichung eines Postings von Ufo361 am 31. Mai 2020 an. Dieser veröffentlichte via Instagram den Post „Du fehlst mir …“, dazu lud er ein Bild einer Geldbörse hoch, auf der der Schriftzug „Celine“ zu sehen ist. Eine Woche später, am 6. Juni 2020, setzte er das Posting „Freitag Emotions 2.0“ ab. Wiederum einen Tag später veröffentlichte Céline ein Bild von sich mit Ufo361 aus dem Tonstudio und den Worten „Baby, nimm ein’n Schluck Dom P. für die Emotions 2.0“, einem Auszug aus dem Refrain von Emotions.
Bei Emotions 2.0 handelt es sich um die zweite Kollaboration zwischen Ufo361 und einer Musikerin. Das erste Mal nahm er 2017 zusammen mit Namika den Titel Traum für sein drittes Mixtape Ich bin 3 Berliner auf. Für Céline stellt Emotions 2.0 die erste Kollaboration mit einem anderen Künstler dar.

## Inhalt
| „Baby, nimm ein’n Schluck. Dom P. für die Emotions. (ja, ja) Ich erhöhe deine Dosis. So viel Schmuck. (so viel Schmuck) Mehr Drip als ein Ocean. (Drip) Meine Drinks sind frozen. (ja, ja, ja, ja) Nimm ein’n Schluck. (Dom P.) Dom P. für die Emotions. (ja, ja) Ich erhöhe deine Dosis. So viel Schmuck. (so viel Schmuck) Mehr Drip als ein Ocean. (ja, ja, so viel Drip) Meine Drinks sind frozen.“ – Refrain, Originalauszug | Der Liedtext zu Emotions ist, anders als es der Liedtitel vermuten lässt, in deutscher Sprache verfasst. Der Titel bedeutet ins Deutsche übersetzt „Emotionen“. Wie auch beim Titel selbst, finden sich im Liedtext mehrfach Anglizismen wieder, unter anderem: Baby (englisch für ‚Liebling‘), Chains (englisch für ‚Ketten‘), Drinks (englisch für ‚Getränke‘), Drip (englisch für ‚Tropfen‘), Drunk (englisch für ‚Betrunken‘), Frozen (englisch für ‚Gefroren‘) oder auch Ocean (englisch für ‚Ozean‘). Die Musik wurde von The Cratez, Sonus030 und Ufo361 komponiert, der Liedtext von Emotions alleine von Ufo361 geschrieben. Bei der Fortsetzung Emotions 2.0 treten zusätzlich Céline, die Beatgees, Jan Platt, Suena und Lucry als Liedtexter in Erscheinung. Musikalisch bewegt sich das Gesamtwerk im Bereich des Hip-Hops und Raps. Das Tempo beider Versionen beträgt 99 Schläge pro Minute. Die Tonart beider Versionen ist in As-Dur. Von der Thematik geht es in beiden Versionen um einen Rausch, der die Gefühle nach einer Trennung und den Schmerz betäubt. Beihilfe zum Rausch sollen Schmuck, teure Designer-Taschen sowie Reisen leisten, dennoch sehnt sich die Person nach der unerfüllten Liebe. Ufo361 verarbeitet in dem Lied die Trennung von seiner Ex-Frau Tiffany, die sich ein Jahr vor der Veröffentlichung des Stücks getrennt haben. Emotions ist auf zwei Strophen, einem Refrain sowie einem Outro aufgebaut. Das Lied beginnt zunächst mit dem Refrain. Nach dem Einstieg mit dem Refrain, folgt auf diesen die erste Strophe. Auf die erste Strophe folgt erneut der Refrain. Der gleiche Vorgang wiederholt sich mit der zweiten Strophe. Nach dem dritten Refrain endet das Lied mit dem Outro, dass lediglich aus der Zeile „Stay High, Stay High“ (englisch für ‚Bleib zugedröhnt, bleib zugedröhnt‘) besteht. Die Fortsetzung beginnt zunächst mit einem Intro, das sich lediglich aus der sich immer wieder leicht abwandelnden, wiederholenden Zeile „Ey, yeah-yeah“ zusammensetzt. Interpretiert wird das Intro von Céline und Ufo361. Auf das Intro folgt der Refrain, der ebenfalls von beiden interpretiert wird und der gleiche ist, wie der Refrain von Emotions. Nach dem ersten Refrain folgt die erste Strophe, die von Céline gerappt wird. An die erste Strophe schließt zunächst eine Bridge an, die von beiden interpretiert wird, ehe erneut der Refrain einsetzt. Auf den zweiten Refrain folgte die zweite Strophe, die von Ufo361 gerappt wird. Nach der zweiten Strophe erfolgt erneut der Refrain, ehe das Lied mit dem gleichen Outro wie Emotions endet. Während die erste Strophe aus einem neu gedichteten Text besteht, besteht die zweite Strophe aus denselben Zeilen wie Emotions. Damit unterscheiden sich die beiden Versionen inhaltlich nur über das zusätzliche Intro sowie die zusätzliche Bridge und die abgeänderte erste Strophe. |

## Musikvideo
Das Musikvideo zu Emotions feierte am 27. April 2020 seine Premiere auf YouTube. Das Video beginnt mit einer längeren Szene, in der eine Frau auf einem Bett liegend sowie im Badezimmer sich Lippenstift auftragend, zu sehen ist. In den folgenden Szenen sieht man Ufo361 an verschiedenen Schauplätzen sowie in verschiedenen Situationen, wie bei einem Abendessen, einem gemeinsamen Abend mit mehreren Frauen, einem Fotoshooting auf dem Dach eines Hochhauses, in einem Raum mit Kronleuchtern oder auf einem Flugplatz. Das Video endet wieder mit der Frau aus der Anfangsszene, die auf einer Couch liegt und mit ihrem Handy beschäftigt ist. Im Video selbst sind mehrfach Produkte von Chanel zu erkennen. Die Gesamtlänge des Videos beträgt 2:26 Minuten. Regie führte das Team von 100 Black Dolphins. Bis Oktober 2024 zählte das Musikvideo über 18 Millionen Aufrufe bei YouTube.

## Mitwirkende
| Liedproduktion - Jennifer Allendörfer (Suena): Liedtexter (Emotions 2.0) - Lex Barkey: Abmischung, Mastering - Ufuk Bayrakter (Ufo361): Komponist, Liedtexter, Musikproduzent, Rap - Beatgees: Liedtexter (Emotions 2.0) - Céline: Liedtexter (Emotions 2.0), Rap (Emotions 2.0) - Luis-Florentino Cruz (Lucry): Liedtexter (Emotions 2.0) - Sonu Lal (Sonus030): Komponist, Musikproduzent - David Kraft: Komponist, Musikproduzent - Jan Platt: Liedtexter (Emotions 2.0) - Tim Wilke: Komponist, Musikproduzent Visualisierung - 100 Black Dolphins: Regisseur | Unternehmen - Beatgees Publishing: Verlag (Emotions 2.0) - BMG Rights Management: Verlag - Edition Minuca: Verlag (Emotions 2.0) - Edition Perpetuum: Verlag - Edition Two Sides Department: Verlag (Emotions 2.0) - Groove Attack: Vertrieb - Ragucci & Boldt: Verlag - Stay High Records: Musiklabel |

## Rezeption

### Rezensionen
Jennifer Metaschk von der 1-Live-Redaktion stelle ich bei vielen Remixversionen oftmals die Frage, was der Mehrwert der Produktionen sei. Die Kombination aus Céline und Ufo361 würde das Stück jedoch wirklich aufwerten. Die Stimmen beider Künstler würden sich „nahezu perfekt“ ergänzen.
Daniel Gerhardt von zeit.de beschrieb Emotions als „ungewöhnlich vergnügt plumpsendes“ Ufo-Stück, das die Chance auf einen „Sommerhit der Balkontänzer“ vergebe. Es sei gut möglich, dass Ufo361 lediglich einen unbekümmerten Partysong auf seinem Album Rich Rich einstreuen wollte. Wenn der Protagonist die „Dosis“ seines „Babys“ erhöhe, werde auch ohne letzte „Eindeutigkeit“ nicht nur im Cocktailglas das Eis dünn.

### Chartplatzierungen
Emotions erreichte bereits vor der eigentlichen Singleveröffentlichung, aufgrund hoher Abrufzahlen und Downloads im Zuge der Veröffentlichung von Rich Rich, die Charts aller D-A-CH-Staaten. Die Verkäufe von Emotions und Emotions 2.0 werden in allen drei Ländern zusammenaddiert. In Deutschland erreichte das Lied zunächst Rang zwei, mit der Veröffentlichung der Fortsetzung und der einhergehenden Singleveröffentlichung, avancierte das Stück zum Nummer-eins-Hit. Emotions platzierte sich insgesamt eine Woche an der Chartspitze sowie 14 Wochen in den Top 10 und 46 Wochen in den Charts. In den deutschen deutschsprachigen Singlecharts erreichte die Single ebenfalls die Chartspitze, genauso wie in den deutschen Streamingcharts. Auch in Österreich stieg die Single nach Veröffentlichung von Emotions 2.0 auf die Chartspitze und hielt sich eine Woche an ebendieser sowie fünf Wochen in den Top 10 und 29 Wochen in den Charts. In der Schweizer Hitparade erreichte Emotions mit Rang drei seine höchste Chartnotierung und platzierte sich zwei Wochen in den Top 10 und 22 Wochen in der Hitparade. 2020 belegte Emotions Rang sechs der Single-Jahrescharts in Deutschland, Platz 16 in Österreich sowie Rang 50 in der Schweiz.
Ufo361 erreichte als Autor und Interpret mit Emotions zum 55. Mal die deutschen Singlecharts sowie zum 45. Mal in Österreich und zum 40. Mal in der Schweiz. Die Single wurde zu seinem 19. Top-10-Erfolg in Deutschland sowie zum 16. Top-10-Erfolg in Österreich und zum achten in der Schweiz. In Deutschland ist es nach Neymar und Standard sein dritter Nummer-eins-Hit, in Österreich nach Neymar sein zweiter. Das Produzentenduo The Cratez erreichte in ihrer Funktion als Autoren und Produzenten mit Emotions jeweils zum 141. Mal die Charts in Deutschland sowie zum 120. Mal die Charts in Österreich und zum 80. Mal die Schweizer Hitparade. Es ist jeweils ihr 55. Top-10-Erfolg in Deutschland und Österreich sowie ihr 26. in der Schweiz. Das Duo erreichte mit Emotions zum 15. Mal die Spitzenposition der österreichischen Singlecharts sowie zum elften Mal in Deutschland. In Deutschland zogen The Cratez mit elf Autorenbeiträgen an der Chartspitze mit Benny und Björn von ABBA gleich und sind nach Beatzarre und Djorkaeff (zu diesem Zeitpunkt 13 Nummer-eins-Hits) sowie Lennon/McCartney (zu diesem Zeitpunkt zwölf Nummer-eins-Hits) das dritterfolgreichste Autorenduo. Sonus030 erreichte hiermit als Autor und Produzent zum 27. Mal die Charts in Deutschland sowie zum 20. Mal in Österreich und zum 21. Mal in der Schweiz. Es ist in beiden Funktionen sein zwölfter Top-10-Erfolg in Deutschland, sein elfter in Österreich sowie sein fünfter in der Schweiz. In Deutschland und Österreich ist es nach In meinem Benz (Bonez MC & AK Ausserkontrolle) sein zweiter Nummer-eins-Hit als Autor und Produzent.
| ChartsChartplatzierungen | Höchstplatzierung | Wochen |
| ------------------------ | ----------------- | ------ |
| Deutschland (GfK)        | 1 (46 Wo.)        | 46     |
| Österreich (Ö3)          | 1 (29 Wo.)        | 29     |
| Schweiz (IFPI)           | 3 (22 Wo.)        | 22     |

| ChartsJahrescharts (2020) | Platzierung |
| ------------------------- | ----------- |
| Deutschland (GfK)         | 6           |
| Österreich (Ö3)           | 16          |
| Schweiz (IFPI)            | 50          |

Auf der Streaming-Plattform Spotify verzeichnet Emotions mehr als 112 Millionen und Emotions 2.0 über 97 Millionen Streams (Stand: März 2025).

### Auszeichnungen für Musikverkäufe
Emotions erhielt im Juni 2023 eine Platin-Schallplatte für über 400.000 verkaufte Einheiten in Deutschland, bereits im Oktober 2020 erreichte es Goldstatus. Damit zählt das Lied zu den meistverkauften Rapsongs in Deutschland.
| Land/Region        | Auszeichnungen für Musikverkäufe (Land/Region, Auszeichnung, Verkäufe) | Verkäufe |
| ------------------ | ---------------------------------------------------------------------- | -------- |
| Deutschland (BVMI) | Platin                                                                 | 400.000  |
| Insgesamt          | 1× Platin ·                                                            | 400.000  |

Hauptartikel: Ufo361/Diskografie#Auszeichnungen für Musikverkäufe